# Юнусалиев, Кушназар
Кушназар Юнусалиев (кирг. Кушназар Юнусалиев; 1910 год, село Майли-Сай — дата смерти неизвестна) — советский партийный деятель, председатель Ленинского райисполкома Джалал-Абадской области, Киргизская ССР. Герой Социалистического Труда (1957). Депутат Верховного Совета Киргизской ССР 5-го созыва.

## Биография
Родился в 1910 году в крестьянской семье в селе Майли-Сай (ныне — город Майлуу-Суу).
Трудовую деятельность начал в 1928 году. Работал секретарём в Майли-Сайском сельском совете. В 1930-е годы окончил рабфак Среднеазиатского государственного университета в Ташкенте.
С 1932 по 1942 — ответственный секретарь Ленинского райисполкома, председатель райпотребсоюза, заведующий районным финансовым отделом. Член КПСС с 1941 года.
С 1942 года — заместитель председателя Джалал-Абадского областного исполнительного комитета, первый секретарь Токтогульского районного комитета Компартии Киргизии, заведующий Ленинским районным зоотехническим отделом.
С 1951 года — председатель Ленинского райисполкома Совета народных депутатов.
Занимался развитием сельского хозяйства Ленинского района. Под его руководством в Ленинском районе значительно увеличилась урожайность хлопка и подсолнечника, увеличилось поголовье скота. Указом Президиума Верховного Совета СССР от 15 февраля 1957 года «за выдающиеся успехи, достигнутые в деле увеличения производства сахарной свёклы, хлопка и продуктов животноводства, широкое применение достижений науки и передового опыта в возделывании хлопчатника, сахарной свёклы и получение высоких и устойчивых урожаев этих культур» удостоен звания Героя Социалистического Труда со вручением ордена Ленина и золотой медали «Серп и Молот».
Избирался депутатом Верховного Совета Киргизской ССР V созыва (1959—1963).
С 1969 года — персональный пенсионер союзного значения.
Награды
- Герой Социалистического Труда
- Орден Ленина
- Орден «Знак Почёта»